# ساندي والش
ساندي والش (بالهولندية: Sandy Walsh)‏ (14 مارس 1995 في بلجيكا - ) هو لاعب كرة قدم هولندي في مركز الدفاع. شارك مع منتخب هولندا تحت 17 سنة لكرة القدم ومنتخب هولندا تحت 19 سنة لكرة القدم. أما مع النوادي، فقد لعب مع نادي جينك.

## وصلات خارجية
- ساندي والش على موقع الاتحاد الأوربي (الإنجليزية)
- ساندي والش على موقع رابطة كرة القدم اليابانية للمحترفين (اليابانية)
- ساندي والش على موقع قاعدة بيانات كرة القدم.إي يو (الإنجليزية)
- ساندي والش على موقع ناشيونال فوتبول تيمز (الإنجليزية)
- ساندي والش على موقع Soccerbase.com (لاعب) (الإنجليزية)
- ساندي والش على موقع Soccerway.com (الإنجليزية)
- ساندي والش على موقع عالم كرة القدم.نت (الإنجليزية)
- ساندي والش على موقع AS.com (الإسبانية)